# François de Aranda
Pour les articles homonymes, voir Aranda.
François Fernand Pérez de Aranda, espagnol : Francisco de Aranda, catalan : Francesc d'Aranda, né à Teruel en 1346 et mort le 11 novembre 1438 à la Chartreuse de Porta Cœli, est un simple donné chartreux qui occupait, au moment où il entre à la chartreuse de Porta Cœli, à l'âge de 52 ans, une position unique à la cour du roi d'Aragon. Il a joué un rôle important dans les affaires de la couronne d'Aragon entre les règnes de Pierre IV, le Cérémonieux et Alphonse V, le Magnanime.

## Biographie
François de Aranda est né à Teruel dans une famille noble et riche, fils de Pedro Fernández de Aranda, et Sancha Pérez, il a deux frères Pedro et Joan. Agé de 15 ans, ses parents l'envoient à la cour du roi d'Aragon, Pierre IV, pour servit ses fils. Il est écuyer de l’infant Martin d’Aragon, gouverneur et ami du prince royal. Il est conseiller du roi Jean Ier, roi d'Aragon et procureur général de son épouse Yolande de Bar.
En 1389, François de Aranda participe à la capture de la reine, veuve de Pierre IV , Sibylle de Fortià, emprisonnée sur l'ordre de Jean et de Yolande et laissée en vie. La même année, l'infant Fernand décède dans des circonstances étranges alors que Francisco de Aranda s'occupe de lui. Selon Civera, chroniqueur de la chartreuse de Porta Cœli entre les XVIe et XVIIe siècles, il aurait été mis en prison au château de Morella jusqu'à la mort de Jean Ier, accusé par le comte de Prades d'avoir empoisonner, le fils du roi Jean, de sorte que le frère du roi, Martín, soit le successeur de la couronne. Il est délivré en 1395 à l’avènement du roi Martin Ier d'Aragon et redevient conseiller du monarque et est administrateur des biens de sa femme, Maria de Luna, parente de Pierre de Luna Aragon, l'antipape Benoît XIII.
En 1392, il participe à l'expédition de Martin en Sicile. 
En 1396, François de Aranda décide de devenir chartreux. En 1398, il remet ses biens en ordre et fait un testament dans lequel il donne une partie de sa fortune pour augmenter les actifs de la chartreuse de Porta Cœli et la création d'un nouveau cloître et donne trente cinq mille livres pour la subsistance des religieux. Il offre aussi de donner chaque année, tant qu'il vivrait, cinquante livres d'aumône pour Noël. Il prend l’habit de donné à la chartreuse de Porta Cœli, le 31 janvier 1398. Il reçoit son instruction religieuse de Boniface Ferrier. François de Aranda, malgré sa condition de donateur, vit avec les moines, ayant une cellule dans le cloître et les aide dans le chœur, la salle capitulaire et le réfectoire, portant également, la capuche de frère dans les actes conventuels. Le fait d'avoir Boniface Ferrer comme enseignant et de participer à la vie conventuel parmi les moines sont des signes de distinction qui sont normalement totalement interdits aux donnés et aux frères laïcs, qui vivent séparément d’eux, même au moment des célébrations liturgiques.
François de Aranda garde une grande activité politique tant pour la fin du Grand schisme que pour les difficultés de succession à la couronne d’Aragon. 
En 1402, le roi l'envoie à la cour du pape d' Avignon, Benoît XIII, presque emprisonné dans son palais où se trouve déjà son professeur Boniface Ferrer, il devient un confident du pape schismatique jusqu'en 1417. Il est officiellement le légat de l'antipape, Benoît XIII qui l'envoie à Marseille vers 1403 pour résoudre la  bicéphalie de l'Église catholique mais l’absence de Grégoire XII contraint son rival à convoquer ses partisans au concile de Perpignan (15 novembre 1408 -26 mars 1409). Aranda assiste au concile de Perpignan en 1408 et accompagne l'entourage de Benoît XIII de Barcelone à Peñíscola en 1409.  
Aranda assiste à la mort de Martin I en 1410 à Barcelone. 
François de Aranda participe, avec les frères Boniface et Vincent Ferrier, au compromis de Caspe, en 1412. Au départ, Aranda est en faveur de la légitimation de l'infant, Frédéric de Luna (ca), neveu de Benoît XIII, pour succéder à son père Martin Ier de Sicile et à son grand-père Martin Ier d'Aragon sur le trône de la couronne d'Aragon, mais la mort des deux rois, sans que le processus de légitimation ne soit achevé, le début de l'interrègne et les intérêts de Benoît XIII le font abandonner sa position et adopter la candidature de Fernand de Antequera. Le pape Benoît XIII l'envoie au parlement d'Alcañiz, où un conseil de catalans et d'aragonais se réunit pour établir comment choisir le nouveau roi. Le 30 janvier 1412, il lit la proposition de Benoît XIII de résoudre le conflit par l'engagement de 9 personnes qui se réuniraient à cet effet, proposition que le conseil accepte dans un accord connu comme la Concorde d'Alcañiz, le 15 février, après avoir pressé les Cort General de Catalunya. Peu de temps après, il est élu compromissaire pour le  compromis de Caspe, où il vote pour la candidature de Ferdinand Ier d'Aragon,, qui décide de l'envoyer en mission diplomatique, avec l'évêque de Barcelone pour rencontre le comte Jacques II d'Urgell qui se considère comme le plus approprié des candidats pour le royaume.  
Apres le couronnement du roi à Saragosse par l'évêque de Huesca, le nouveau monarque, accompagné de Boniface et Vincent Ferrier et de Aranda se dirigent vers Morella pour rencontrer Benoît XIII, avec l'objectif de poursuivre les discussions liées à l'union de l'Église catholique. 
En 1415-1416, Aranda va à Perpignan et Collioure où se réunissent Boniface et Vincent Ferrier, le pape, l'empereur Sigismond et Fernand I, pour tenter de mettre fin au schisme. Après quoi, il accompagne Benoit XIII à sa résidence de Peñíscola en janvier 1417. Le chartreux reçoit en remerciement du pontife les dîmes sur les territoires de Beceite et Fuentespalda, dans le royaume d'Aragon, et d'Onda et de Burriana, dans le Pays valencien, ces derniers liés à  Porta Cœli. Au concile de Constance, en novembre de la même année, Martin V est élu pape, événement qui sépare définitivement Aranda de Benoît XIII, qui maintient obstinément sa position schismatique jusqu'à sa mort en 1423.
En 1426, le nouveau roi castillan, Alphonse V d'Aragon   le visite à Porta Cœli et en 1435, il reçoit la visite de son épouse Marie de Castille qui règne pendant que son mari est dans le royaume de Naples.
Grand bienfaiteur de sa chartreuse, il fait des donations pour faire construire, entre 1412 et 1419,  le grand cloître, sept cellules et l’aqueduc monumental pour approvisionner le monastère en eau potable. En 1427, Par ordre du général de l'ordre des chartreux, Guillaume de Mota, Francois Maresme, aidé par François de Aranda, participe à la reconstruction du cloître du cimetière de  Porta Cœli.
François de Aranda se serait écrié sur son lit de mort « Ah! que la terre est bien l'exil En m'arrêtant à cette pensée, je sens mon cœur se fendre, mes yeux se mouiller de larmes, et le désir du ciel me consumer! ».

## Héraldique
| version 1 | Les armes des Aranda se blasonnent ainsi : D'argent au lion de gueules |